# Wasyl Mizerny
Wasyl Martyn Mizernyj, pseud. Ren, syn Wasyla i Anastazji (ur. 25 lutego 1910 w Wierzbowie, zm. 24 sierpnia 1949 koło Libuchory) – ukraiński dowódca wojskowy, major UPA. Brat Iwana Mizernego.

## Życiorys
Przed wojną służył w Wojsku Polskim. Walczył w obronie Karpato-Ukrainy, był oficerem Karpackiej Siczy, dowodząc początkowo plutonem, a następnie kompanią.
W 1941 ukończył okupacyjną szkołę oficerską policji w Nowym Sączu, został powiatowym komendantem kolaboracyjnej policji ukraińskiej w Landkreis Sanok.
W latach 1943–1944 był dowódcą łemkowskiego kurenia UPA. W latach 1945–1947 dowódca 26 Odcinka Taktycznego „Łemko”. Pod koniec 1947 przedostał się na teren Ukraińskiej SRR. W latach 1947–1949 był oficerem sztabu grupy UPA-Zachód. Zginął w walce z radzieckim NKWD w 1949 w powiecie Turka.
Ciała poległych w tym starciu żołnierzy UPA zostały pochowane w lesie koło wsi Borynia. W 1992 zostały ekshumowane i przeniesione do wspólnej mogiły na cmentarzu we wsi Jabłonów.